# Internationaler Verein für Technische Holzfragen
Der Internationale Verein für Technische Holzfragen e. V. (iVTH) ist ein eingetragener Verein zur Förderung der Holzforschung. Er ist Mitglied der Arbeitsgemeinschaft industrieller Forschungsvereinigungen AiF und hat seinen Sitz in Braunschweig.

## Geschichte
Die Gründung geht auf das Jahr 1946 zurück. Der Verein und eine dazugehörige Versuchs- und Beratungsstelle wurde durch Initiative des Holzforschers Wilhelm Klauditz auf der Gründungsversammlung am 7. Juni 1946 ins Leben gerufen. Die damalige braunschweigische Landesforstverwaltung Braunschweig-Riddagshausen lud dazu ein und folgende Gründungsmitglieder waren anwesend: Oberforstmeister v. Loesch (Forstverwaltung des Landes Braunschweig), Gustav Gassner (Rektor der Technischen Hochschule Braunschweig), Oberbaurat Böhlke (Stadtverwaltung Braunschweig), Oberlandforstmeister Hausmann (Landesforstamt Hannover), Wilhelm Klauditz (Leiter des früheren Chemisch-technologischen Institut der Reichsanstalt für Holzforschung), Oberforstmeister Knippel (Landesforstamt Hannover), König (Holig-Homogenholzwerke Hann.-Münden), Ingenieur Kopte (Mühlenbau und Industrie GmbH), Lutz (Technische Hochschule Braunschweig), Vizepräsident Munte (Industrie- und Handelskammer Braunschweig) und Hermann Winter (Technische Hochschule Braunschweig).

### Ziele
Motiv und Ziel der Vereinsgründung wurde wie folgt angegeben:

„Die Knappheit des Holzes als Rohstoff und die Unmöglichkeit, diese Knappheit in absehbarer Zeit zu beheben, macht es zur unabweisbaren Pflicht, das verfügbare Holz wirtschaftlich so zu nutzen, dass bei möglichst geringem Aufwande der größtmögliche wirtschaftliche Erfolg erreicht wird. Das ist nur möglich, wenn die vorhandenen Möglichkeiten durch Versuche erprobt und die Ergebnisse den beteiligten Kreisen der deutschen Wirtschaft zugänglich gemacht werden. Zur Erreichung dieses Zieles wird der Verein für Technische Holzfragen gegründet.“

Die zum Verein gehörende Versuchs- und Beratungsstelle hatte ihre Wurzeln in der Reichsanstalt für Holzforschung, die sich in das mechanisch-technologische Institut, geleitet durch den Holzforscher Franz Kollmann, und das chemisch-technologische Institut, geleitet von G.A. Kienitz bis 1944 (nach seinem Tod übernahm Wilhelm Klauditz die Führung des Instituts) aufteilte. Nach Beendigung des Krieges stand keine staatliche Betreuung durch das Reichsforstamt mehr zur Verfügung. Wilhelm Klauditz bemühte sich weiterhin sehr um die Bewahrung der Holzforschung. Unterstützung und Zusammenarbeit fand man mit der niedersächsischen Landesforstverwaltung, der Forst- und Holzwirtschaft, die Verbindung zur TH Braunschweig und die Betreuung des Vereins für technische Holzfragen mit der Bündelung gemeinsamer Interessen von Industrie, Forst- und Holzwirtschaft.
Durch Förderungsbeiträge des Bundes, Mitgliedsbeiträge und Spendenbeiträge aus der Industrie sowie den Eintritt des Vereins 1958 in die Arbeitsgemeinschaft industrieller Forschungsvereinigungen (AiF) und die Einbeziehung mehrerer Bundesländer (bisher Schwerpunkt Niedersachsen) wurde eine Finanzbasis geschaffen um Holzforschung zu betreiben. Nach dem Tod von Wilhelm Klauditz 1963 wurden die bisherigen Bemühungen durch intensive Kontakte zu weiteren Forschungseinrichtungen ausgebaut und das Institut für Holzforschung (auch als Wilhelm-Klauditz-Institut bezeichnet) im Januar 1972 in die Fraunhofer-Gesellschaft eingegliedert. Der Verein für Technische Holzfagen wurde zu diesem Zeitpunkt Förderverein des WKI.
Die Umbenennung des Vereins von VTH zum heutigen Namen fand im Jahr 2004 statt. Die Umbenennung spiegelt Mitglieder auf verschiedenen Kontinenten und einen wachsenden Wirkungskreis wider. Neben der geographischen Ausdehnung öffnete der iVTH seine Förderung für weitere Forschungseinrichtungen neben dem Wilhelm-Klauditz-Institut.

## Aufgaben
Der Verein verfolgt ausschließlich und unmittelbar gemeinnützige Zwecke. Er fördert die Wissenschaft, Forschung und Technik auf dem Gebiet der Forst- und Holzwirtschaft sowie angrenzende Wirtschaftsbereiche. Es werden Forschungs- und Entwicklungsvorhaben gefördert, Forschungsaufträge vergeben und wissenschaftliche Veranstaltungen durchgeführt. Weiterhin werden Berater- und Gutachtergremien einberufen, Forschungsergebnisse an Mitglieder, Verbände und staatliche Stellen vermittelt. Fokussiert wird die Förderung der Forschung für KMU zum Zweck der Gemeinschaftsforschung.

### Wilhelm-Klauditz-Preis für Holzforschung und Umweltschutz
Alle drei Jahre wird durch den Verein in der Regel zu besonderen Anlässen der Wilhelm-Klauditz-Preis verliehen. Der Verein würdigt damit herausragende wissenschaftliche und anwendungstechnische Arbeiten auf dem Gebiet der Holzforschung und Holzverwendung oder damit in Verbindung stehender, dem Umweltschutz dienender Erkenntnisse. Der Preis besteht aus einem Geldbetrag, dessen Höhe zum Zeitpunkt der Ausschreibung festgelegt wird und aus einer Urkunde.
Für den Preis können sowohl Einzelpersonen als auch Projektgruppen vorgeschlagen werden oder sich bewerben.
Preisvorschläge können eingereicht werden von Forschungseinrichtungen sowie deren Instituten, Industrie und Wirtschaftsverbände sowie einzelnen Unternehmen.
Die erstmalige Preisverleihung fand 1988 an Edmone Roffael, Lutz Mehlhorn und Rainer Marutzky für das Thema „Untersuchungen über die Formaldehydabgabe von Holzwerkstoffen und anderen Materialien sowie Entwicklung von Methoden zur Verminderung des Formaldehydabgabepotentials“.

## Finanzierung
Öffentliche und private Geldgeber, Verbände und Institutionen, Einzelmitglieder, sowie Unternehmen aus der Holzbe- und -verarbeitung und Holzbau finanzieren den Verein. Der iVTH hat als AiF-Forschungsvereinigung, Antragsteller und Erstzuwendungsempfänger, nach Einstellung des Geschäftsbetriebes der deutschen Gesellschaft für Holzforschung im Dezember 2009, die Betreuung der laufenden Projekte der industriellen Gemeinschaftsforschung als auch bereits für 2010 geplante Projektanträge übernommen.